# メトロイドシリーズ
『メトロイドシリーズ』（Metroid Series）とは、任天堂から発売されているコンピュータゲームシリーズである。

## 概要
1986年発売のファミリーコンピュータ ディスクシステム用タイトルを第1作目とするアクションゲームのシリーズ。現在、『メトロイドシリーズ』は主に『メトロイドシリーズ』と『メトロイドプライムシリーズ』の2つに分けられる。『メトロイドシリーズ』はサイドビュー（舞台を横から見た）型2Dアクションゲーム、メトロイドプライムシリーズはファーストパーソン・シューティングゲームのかたちをとったアドベンチャーゲームである。また、『メトロイドプライムピンボール』は、サムスが特殊能力で変形したモーフボール（詳しくは後述）をピンボールの球に見立てたピンボールゲームである。
世界観設定は、遠未来の宇宙を舞台として、若干のファンタジー要素（『メトロイドプライムシリーズ』が特に顕著となる）を加えたバイオメカノイドのサイエンス・フィクションとなっている。主人公であるバウンティハンター（賞金稼ぎ）のサムス・アランが銀河連邦などの依頼によって敵地に潜入し、パワーアップのためのアイテムを取得しつつ謎を解き、強敵を倒しながら目標へと向かうのが主な流れである。
タイトルにもなっている「メトロイド」とは、1作目・2作目の破壊目標であり、その後もストーリーの鍵としてシリーズに深く関わる生命体の名前である。名前の由来は、企画当初の主人公のイメージに由来する「メトロ（地下鉄）」と「アンドロイド」を組み合わせた造語。主人公の名前と勘違いされることも多いようで、プライムシリーズのスタッフすら当初は間違えていたようである。
日本国外、特に北米で根強いファンが付いており、『フュージョン』や『プライム』以降の多くの作品では北米で先行して発売され、数か月後に日本版が発売というかたちが多くなっている。
シリーズにおける伝統的なゲーム進行、特に『スーパー』以降においては、進行ルートの開拓やアイテム探しにパズル的要素が加わっている。アイテムの取得数や任務達成に要した時間などによって、エンディングにおけるサムスの姿が大きく変化するのも特徴である（詳細は「#プレイスタイル」を参照）。謎解き要素が強く、そのつながりで同年に発売された『ゼルダの伝説』と比較されることもあり、『横スクロールのゼルダ』とも呼ばれていたことがある。これは元々『マップを探索し、アイテムを発見して謎を解き先へ進む』という同じようなタイプのゲームをアドベンチャー/アクションRPG寄りかアクションシューティング寄りかでデザインしたことによる。
決定的な違いとしてはゼルダは上からの視点という点であり、謎解き要素としてはゼルダは多彩なアイテムを駆使しつつ、時にはパズル的なマップ上の仕掛けを解き道を開くことが多く、メトロイドはサイドビュー上で武器やアクションを駆使し、道を開くというよりは通路を探し当てる点が主となっているが、進むにつれライフなどの装備が強化されるといった点では共通点も見受けられる。また同じサイドビューのアクションゲームとしても、主人公の攻撃が、『スーパーマリオブラザーズ』のようなジャンプなどの体当たりとは異なり、基本は飛び道具（ビーム）や爆発物（ミサイル、ボム）などの間接攻撃となっている点も、同社のアクションゲームでは一線を画す。
なお『メトロイド』シリーズや、ほぼ同様のゲーム進行システムを持つ『悪魔城ドラキュラ』（欧米向けタイトルは『キャッスルヴァニア』）シリーズ（1997年の『悪魔城ドラキュラX 月下の夜想曲』以降）のように、2Dの横視点スクロール型アクションもしくはアクションRPGでキャラクターを強化しながらマップを埋めつつ探索していく、「探索型アクションゲーム」はこの2作品から名前を採って欧米を中心に「メトロイドヴァニア」という通称でも呼ばれている。
テレビCMは実写との合成による物が多い。1作目はサムスの着ぐるみを装着した俳優がポーズを決めるもので、2作目はストップモーションによる人形アニメーション、3作目は実写俳優によるドラマパートと人形アニメーションの合成、以降の作品は日本においては『フュージョン』までゲーム画面を主にしたものが主流となるが、北米やEUでは引き続き実写俳優との合成を主にした映画作品を意識したCMになっている他、最新作もモデルとCG映像の合成による実写作品となっている。
ハリウッドで実写化が検討されているが、現在は企画が凍結している。

## 開発者
2021年現在では、坂本賀勇が主なシリーズの製作者と挙げられることが多い。実際にも、坂本は『メトロイド2』以外の作品には何かしらの役職で関与しており、『スーパーメトロイド』以降の『メトロイドシリーズ』ではディレクターもしくはプロデューサーを務めている。初代『メトロイド』では開発途中からゲームデザインとして参加していた。
一方で『メトロイドプライムシリーズ』では、坂本はスタッフクレジットでは記載されているものの、主な開発指揮は任天堂におけるデベロッパー部署の担当者である田邊賢輔が担当しており、坂本は田邊に対して「シリーズ設定に深く関わるような要素以外は、自由に行っていい」という旨の指示を与えて、彼にほぼ全ての指揮を任せている。

### 音楽
1作目のBGM作曲は田中宏和が担当。ダークな世界観を表現した暗い曲調の緊迫感のあるBGMが主体となっており、この路線は以降のシリーズでも継承されているが、ブリンスタエリアでのBGMはエリアの初期であることを想起させる明るく軽快な曲調となっており、この曲は『メトロイドシリーズ』のメインテーマとして扱われている。また、ゲームスタート時のジングルやアイテム入手時のファンファーレは以降のほとんどの作品で使用されている。『スーパーメトロイド』以降では、主に山本健誌と濱野美奈子がBGMの作曲を担当している。

## 世界観
前述のようにこのシリーズは、遠い未来の宇宙を舞台として主人公サムス・アランの様々な惑星での冒険と戦いを描いている。
作中の時代ではコスモ歴という暦が使われており、後述する銀河連邦の設立はコスモ暦2003年、シリーズ第1作目時点は20X5年だとされる。地球をはじめとした舞台となる宇宙領域は、超光速航法が開発されて様々な文明宇宙人たちによる異文化交流・交易が盛んに行われており、それら惑星および宇宙人たちの代表者が集まった銀河連邦が政府機関として全体の統治を行っている。これらの交流によって銀河連邦の社会は大きな成長・発展を遂げ続けており、まだ銀河連邦の勢力圏ではない未開の宇宙開拓も積極的に行われているなど、銀河社会は繁栄の時代を迎えている。
一方で、その繁栄の陰で暗躍するスペースパイレーツなどの犯罪組織やテロリスト、メトロイドやフェイゾンなどといった未開の宇宙領域から発見される新たな脅威など、銀河社会への不安要素も常に付きまとっており、銀河連邦の保有する銀河連邦軍や連邦警察、サムスたちバウンティハンターの活躍によって鎮圧・阻止されている。シリーズ各作品におけるサムスの主な任務および使命は、銀河の平和のためにこれらの脅威を殲滅することである。
銀河連邦における科学技術の水準は、星間連絡船として恒星船が一般化しているなどきわめて高く、なおも技術の進歩が続いている状態である。また、これらの科学技術を上回るオーバーテクノロジーを持つ超高度文明を築いた種族も現存・滅亡の双方でたびたび登場しており、サムスのバックグラウンドにも関わっている鳥人族などがある。これらの残した遺跡や道具が超古代文明の遺産として登場したり、作品によっては魔術や超能力など霊的な要素の描写があるなど、サイエンス・ファンタジーに近いものも世界観に含まれている。

## シリーズ一覧

### メトロイドシリーズ
| 1986 | メトロイド                                                                              |
| 1987 |                                                                                         |
| 1988 |                                                                                         |
| 1989 |                                                                                         |
| 1990 |                                                                                         |
| 1991 |                                                                                         |
| 1992 | メトロイドII RETURN OF SAMUS                                                            |
| 1993 |                                                                                         |
| 1994 | スーパーメトロイド                                                                      |
| 1995 |                                                                                         |
| 1996 |                                                                                         |
| 1997 |                                                                                         |
| 1998 |                                                                                         |
| 1999 |                                                                                         |
| 2000 |                                                                                         |
| 2001 |                                                                                         |
| 2002 |                                                                                         |
| 2003 | メトロイドプライム メトロイドフュージョン                                               |
| 2004 | メトロイド ゼロミッション                                                               |
| 2005 | メトロイドプライム2 ダークエコーズ（GC版）                                              |
| 2006 | メトロイドプライム ピンボール メトロイドプライム ハンターズ                             |
| 2007 |                                                                                         |
| 2008 | メトロイドプライム3 コラプション                                                        |
| 2009 | メトロイドプライム2 ダークエコーズ（Wii版） メトロイドプライム トリロジー（日本未発売） |
| 2010 | メトロイド アザーエム                                                                   |
| 2011 |                                                                                         |
| 2012 |                                                                                         |
| 2013 |                                                                                         |
| 2014 |                                                                                         |
| 2015 |                                                                                         |
| 2016 | メトロイドプライム ブラストボール メトロイドプライム フェデレーションフォース           |
| 2017 | メトロイド サムスリターンズ                                                             |
| 2018 |                                                                                         |
| 2019 |                                                                                         |
| 2020 |                                                                                         |
| 2021 | メトロイド ドレッド                                                                     |
| 2022 |                                                                                         |
| 2023 | メトロイドプライム リマスタード                                                         |
| 2024 |                                                                                         |
| 2025 | メトロイドプライム4 ビヨンド（予定）                                                    |

初代メトロイドからの流れを汲む2Dアクションシリーズ。
メトロイド（FDS・1986年8月6日）
『メトロイドシリーズ』の第1弾。ディスクシステムの容量を活かした奥深いダンジョンを探索する面白さとサムスの正体が話題を呼んだ。
本作の開発はほとんど未完成だった作品を発売日に間に合わせるために、短期間で何とかなる探索型のゲームになったという経緯があり、実質制作期間は約1か月とされている。マップ構成やゲームシステムは続編に比べかなり粗削りで「足元を這う敵が撃てない」「全く同じ地形があちこちに登場する」などの箇所が散見される。しかしその点を踏まえても評価は高くその結果、一連のディスクシステム用ソフトの中でも、世界観を含めてマニアックな空気を放つ作品となっている。
2004年8月10日にファミコンミニとしてGBAにも移植された。Wiiのバーチャルコンソールでも2008年3月4日から配信している。単体パッケージの他にも、『プライム』と『フュージョン』の通信による特典として日版を、または『ゼロミッション』の特典として北米版が隠し収録されている。
ディスクシステムのない北米版ではNES（Nintendo Entertainment System 海外版ファミコン）用ソフトとして発売され、リトライはパスワード制になり音源もひとつ減った。さまざまな特殊パスワードもあり、特にフル装備かつスーツなしの外観でゲームを始められるパスワード“JUSTIN BAILEY”は有名。
メトロイドII RETURN OF SAMUS（GB・1992年1月21日）
初代から6年経過し発売した第2弾。ダンジョンに潜むメトロイドを駆逐していくことが大きな目的となっている。
迷路的な構造の他のシリーズと比較して特に一本道の構造に近く、道中に出現するメトロイドが中ボスであり一定数倒すことによってマップが解放されるシステム。ただし、一本道といえど隠し通路やアイテムが巧妙に隠されていたりする点は変わらない。ストーリーもシリーズの中でも比較的重要な位置づけとなっている。
ニンテンドー3DS用のバーチャルコンソールでも配信されている。後にニンテンドー3DSでリメイク作品であるメトロイド サムスリターンズが発売された。
テレビCMでは「メトロイド、オモロイド」というダジャレが使われたことでも知られ、後続シリーズでもネタにされている部分がある（後述）。
スーパーメトロイド（SFC・1994年3月19日）
第3弾。オープニングデモでは“METROID 3”と表示される。
ハードスペックの進化に伴いグラフィック、ゲーム性などが大幅に進化し、タイムアタックやアイテム、隠しアクション、演出やシステム面等において現在の『メトロイドシリーズ』の基礎となった作品。発売当初はこれが『メトロイドシリーズ』の完結編とされ、実際に続編であるフュージョン発売までは9年の時を要していた。
前作『メトロイドII』のストーリーを一部引き継ぐ展開で始まるという、今までにないストーリー性を展開している。ゲーム中でテキストや設定画面の日本語字幕スーパーを選択できるようになった。2007年9月20日よりWiiのバーチャルコンソールにおいて配信された。
日本ではややマイナーだが海外での評価は極めて高く、オールタイムベストや「最も偉大なゲーム」のリストに何度もノミネートされている。
メトロイドフュージョン（GBA・2003年2月14日）
『スーパー』の発売から約9年経過して登場した第4弾。オープニングデモでは“METROID 4”と表示される。
アクションの難易度や探索要素は健在だが、文章によるストーリー説明が挿入されプレイヤーが行動するべき指示が幾度となく伝えられるため、自由度の高い過去作と比較すると次に何をすればいいのか迷うところが少なくなっている。
ゲーム中のテキスト内容を「大人向け」「コドモ向け」の二種類から選択できる他、難易度をイージー、ノーマル、ハードの三段階から選択できるようになった。
これらの要素の追加は前作から9年近くの経過があり、その間に登場した『大乱闘スマッシュブラザーズ』シリーズのヒットが起こり主人公サムスおよびシリーズの知名度が上昇、それにより新規の低年齢層ユーザーが増えるであろう事を見越しての配慮である。
メトロイド ゼロミッション（GBA・2004年5月27日）
初代『メトロイド』のリメイクであると同時に、二部構成の第二部としてパイレーツに襲撃されパワードスーツを失ったサムスの脱出劇が加えられた。
サムスの挙動、BGMなどは原作をもとにして作られている。また、他のシリーズにある「ふわりとしたジャンプ」は今作にはなく、落下速度も速くなっている。一度クリアすると海外版の初代メトロイドをプレイすることができる。フュージョン同様にテキストの大人向け・コドモ向けや三段階の難易度が選択可能。
メトロイド アザーエム（Wii・2010年9月2日）
2009年E3で発表がなされた新作。プライムシリーズとは全く別系列の3D作品として発表された。
"Project M"と題され複数社と共同のゲーム開発が行われ、ゲーム内容はコーエーテクモゲームスの開発部署であるTeam NINJAが製作しており、ムービーはD-Rocketsの北裏龍次が、サウンドは配島邦明と太陽企画が担当した。
北米では、2010年6月27日の発売を予定していたが、8月31日に延期となっていた。
TPSのような操作性で、メトロイドシリーズの探索要素を残しつつ、アクション性が増している。
他のシリーズ作品と比べ、ストーリー性が強く、特にサムスの独白が多く見られる。
メトロイド サムスリターンズ（3DS・2017年9月15日）
ゲームボーイ用ソフト『メトロイドII』のフルリメイク作品。ストーリーの流れに違いはないが、新たなボスが追加されている。マップは原作よりも広くなっており、新システムや『スーパー』以降に登場したアイテムもいくつか追加されている。
メトロイド ドレッド（Switch・2021年10月8日）
『フュージョン』の発売から約19年経過して登場した第5弾。E3で発表されたPVでは“METROID 5”と表示された。
前作の『サムスリターンズ』で登場したメレーカウンターやフリーエイムを一新し、スライディングやダッシュメレーの新アクションやスパイダーマグネットやファントムクロークなどの新アイテムや、新たな敵としてE.M.M.I.が登場する。

### メトロイドプライムシリーズ
サムスの視点で進んでいくFPSアクション（『ピンボール』『ハンターズ』を除き、このシリーズは探索要素の点から「FPA（ファーストパーソン・アドベンチャー）」と称している）。開発は『ピンボール』『ハンターズ』『フェデレーションフォース』を除き、アメリカにある任天堂の完全子会社「レトロスタジオ」が開発している。
主観視点で射撃による攻撃を行うゲームなのでFPSの要素が強いと思われがちであるが、それはメトロイドを3Dで最大限に表現するための手段にすぎず、実際は主観視点による臨場感、サムスとの一体感が重視された作りになっている（そのため、欧米向けに開発したからFPSにしたというのは誤りである。詳しくは第1作目『メトロイドプライム』の項で述べる）。GC版『プライム1』『プライム2』では視点と移動を別々に行うことはできないが、『ハンターズ』ではタッチペンと方向キーまたはA,B,X,Yボタンで、『プライム3』及び『Wiiであそぶセレクション』版では視点をWiiリモコン・移動をヌンチャクのスティックで同時に行うことができるようになっている。
2Dから3Dの主観視点に変更されながらも、エリアを探索してパワーアップアイテムを探し、道を切り開くというプレイスタイルは踏襲されており、さらにスキャンバイザーなどで周囲の情報を読み取ることで世界観に深みを持たせるなど、シリーズの特徴を活かした出来になっている。
本シリーズは従来作より謎解き的要素が多く、プライムシリーズの特徴と言えるビームやバイザーなどを的確に使い分け、複雑なフィールドの仕掛けに挑戦していく作品である。
『プライムシリーズ』のストーリーは『プライム3 コラプション』で完結とされているが、開発スタッフはインタビューやゲーム中のメッセージ等でこれからも『プライムシリーズ』は続けていく予定と発表しており、2016年には8年ぶりの新作となる『フェデレーションフォース』が発売、2017年にはナンバリングタイトルである『メトロイドプライム4』の制作が発表された。
メトロイドプライム（GC・2003年2月28日、Wii・2009年2月19日）
シリーズ初の3D作品。サムスのデザインも3Dによる世界観のリアル化に伴ってより描き込まれた。開発の指揮には宮本茂が携わっている。
開発段階では、TPS（3人称視点）だったものを宮本の提案で土壇場でFPS要素を盛り込んだらしい。モーフボール視点はその頃の名残で、主観と客観の切り替えを持つハイブリッドなシステムになっている。
メトロイドプライム2 ダークエコーズ（GC・2005年5月26日、Wii・2009年6月11日）
前作、『プライム1』の続編。基本的なシステムは前作のまま、新たな装備が導入された。隕石の衝突によりライトとダークの二つの次元に別れた惑星を行き来してゲームを進める。シリーズで初めて「CERO12才以上推奨」に指定され、シリーズ初の対戦機能が搭載された。
メトロイドプライム ピンボール（DS・2006年1月19日）
プライムの世界をモチーフとして作られたピンボールゲーム。モーフボールとなったサムスをピンボールの球に見立ててゲームを進める。ソフトには振動カートリッジが同梱されている。開発はフューズゲームズ。
メトロイドプライム ハンターズ（DS・2006年6月1日）
プライムシリーズの外伝作品。プライムシリーズ三部作と違ってFPSとして発売されており、キー操作で移動しつつタッチペンで視点を移動して撃つことができる。本格的な対戦も可能で、Wi-Fiを用いたネット対戦ができる。開発はNintendo Software Technology。
ちなみにシリーズ中唯一、メトロイドが全く登場しない作品である。
メトロイドプライム3 コラプション（Wii・2008年3月6日）
『プライム2』の続編で、プライムシリーズ三部作の完結編とされている。Wiiリモコンで視点移動が可能になったほか、ヌンチャクを振ることでグラップリングビームを放つなど、よりサムスとの一体感が得られる操作を実現している。
本作では英語によるフルボイスの会話シーンが大幅に増加してストーリー性が強化されており、これまであまり描かれなかったバウンティハンターとしてのサムスを取り巻く世界が垣間見えるようになった。
当初はWiiの同時発売予定だったが発売延期となった。これは当時の任天堂社長岩田聡の「『トワイライトプリンセス』に匹敵するクオリティを」という要請による。
メトロイドプライム トリロジー（Wii）
メトロイドプライムシリーズ三部作を一つにまとめた作品。北米で2009年8月24日に発売されたのを皮切りに欧州、豪州でも発売されているが、日本では未発売。
メトロイドプライム フェデレーションフォース（3DS・2016年8月25日）
これまでのシリーズに登場している「銀河連邦軍」と「スペースパイレーツ」の戦いを描いた作品。プレイヤーは銀河連邦軍の一員となり、サムスのパワードスーツの戦闘能力を模したロボット「メック」に搭乗して、様々なミッションに挑戦するFPA。
メトロイドプライム ブラストボール（3DS・2016年7月22日）
『フェデレーションフォース』（以下「本ソフト」）に本来収録されているゲームモードの一つで、本ソフトに先駆けて独立ソフトとして無料配信された主観視点の近未来型サッカーゲーム。9月末までの期間限定でオンラインプレイが可能。なお、本ソフトを購入した際には、本ソフト内における「ブラストボール」モードに成績などのプレイデータを引き継ぐことができ、オンラインプレイも制限無しに可能である。
メトロイドプライム リマスタード（Switch・2023年2月9日）
GC版のリメイク作品。
メトロイドプライム4 ビヨンド（Switch/Switch2・2025年予定）
2017年のE3にて、Nintendo Switch向けタイトルとして発表された。シリーズのナンバリングタイトルとしては約10年ぶりの新作となる。発表されたのはタイトルのみで、ゲーム内容に関しては2017年時点で一切不明。当初本作はこれまでのナンバリングタイトルを手掛けていたレトロスタジオとは異なる新しいチームと共に開発中であると公表されていたが、2019年1月25日、任天堂YouTube公式チャンネルにて、「任天堂が求める品質に届いていない」事を理由に開発を再びレトロスタジオと共同で行う体制に戻し、ほぼ一からの再スタートを行う決断を下したという旨が発表された。
その後、2024年6月18日配信のNintendo Directにて実際のゲーム画面を映した動画が初めて公開され、2025年の発売予定であることが発表された。
2025年3月27日配信のNintendo Directではゲーム内容に関しての詳細な情報が公開され、正式な形で公式サイトがオープン。さらに同年4月2日のNintendo DirectではHDRと4K出力、最大で120fpsまでのフレームレートの向上、Joy-Con 2のマウス操作に対応したNintendo Switch 2 Editionが発売予定であることが発表された。

### 時間軸の流れ
『メトロイドシリーズ』中、ストーリー上のつながりがある作品を時間軸に記載すると以下の通りとなる。
1. メトロイド ＝ メトロイド ゼロミッション（コスモ歴20X5年）
2. メトロイドプライム
3. メトロイドプライム ハンターズ
4. メトロイドプライム2 ダークエコーズ
5. メトロイドプライム3 コラプション
6. メトロイドプライム フェデレーションフォース（コスモ歴20X6年）
7. メトロイドII RETURN OF SAMUS ＝ メトロイド サムスリターンズ
8. スーパーメトロイド(コスモ歴20X7年)
9. メトロイド アザーエム
10. メトロイドフュージョン
11. メトロイド ドレッド

『プライムシリーズ』は、先に発売された『1』と『II』の間の物語として位置づけられており、公式サイトに存在するシリーズの史表でも『1』＝『ゼロミッション』→『プライム』→『II』という流れになっている。なお、『ハンターズ』の時間軸については、開発スタッフへのインタビューや『Other M』の攻略本で明記されているほか、サムスの使用しているスターシップの種類から割り出すことが出来る。

## メディアミックス

### 漫画作品
コミック版は複数存在する。
- メトロイド
石川堅士による作画で『月刊マガジンZ』（講談社）2003年1月号から連載、単行本全2巻。内容はサムスの幼少時代を含めた過去に関する内容となっており、描かれた設定は、公式のものとして扱われている（時系列だと『メトロイド=ゼロミッション』より前）。1話と2話は『フュージョン』と第1作目『プライム』の公式ウェブサイトでも見ることが可能。
- メトロイド サムス&ジョイ
作者は出月こーじで『コミックボンボン』（講談社）2002年12月号から2005年4月号まで連載、単行本全3巻。2004年5月号から『メトロイド エクストリーム』に改題したがこちらは単行本化されていない。とある惑星でサムスが出会った少年ジョイとの冒険活劇的な内容となっている。
- メトロイドフュージョン
作者は出月こーじ。『コミックボンボン』2003年4月号に読み切りで掲載された。『メトロイドフュージョン』のコミカライズである。『サムス&ジョイ』の単行本1巻のおまけとして収録されている。
- メトロイドプライム EPISODE OF AETHER
作者は松本久志。『コミックボンボン』2005年7月号から2006年1月号まで連載。『メトロイドプライム2 ダークエコーズ』のコミカライズである。原作では全滅した銀河連邦ブラボー中隊に生存者がいたという設定で、その生存者とサムスの共闘を物語の軸に据えている。単行本化はされていない。
- 必勝テクニック完ペキ版10巻 メトロイド
みなづき由宇作画のゲーム攻略漫画、徳間書店）刊、FC版の第一作当時の攻略本であり、ほぼ完全に解説している。

### 実写映画化
本シリーズは、アメリカで高い人気を誇ることは上記の通りであるが、ここ数年前から（現2007年）アメリカでの実写の映画化の話が挙がっては消えの繰り返しをしている。近年では、ゲームの映画化（および実写化）は珍しいことではない。2023年時点において、同社のゲームシリーズでは『ゼルダの伝説シリーズ』の実写映画化が発表されている。

## 設定
詳細はシリーズ各作品のページも参照。

### 主要キャラクター・組織
サムス・アラン (Samus Aran)

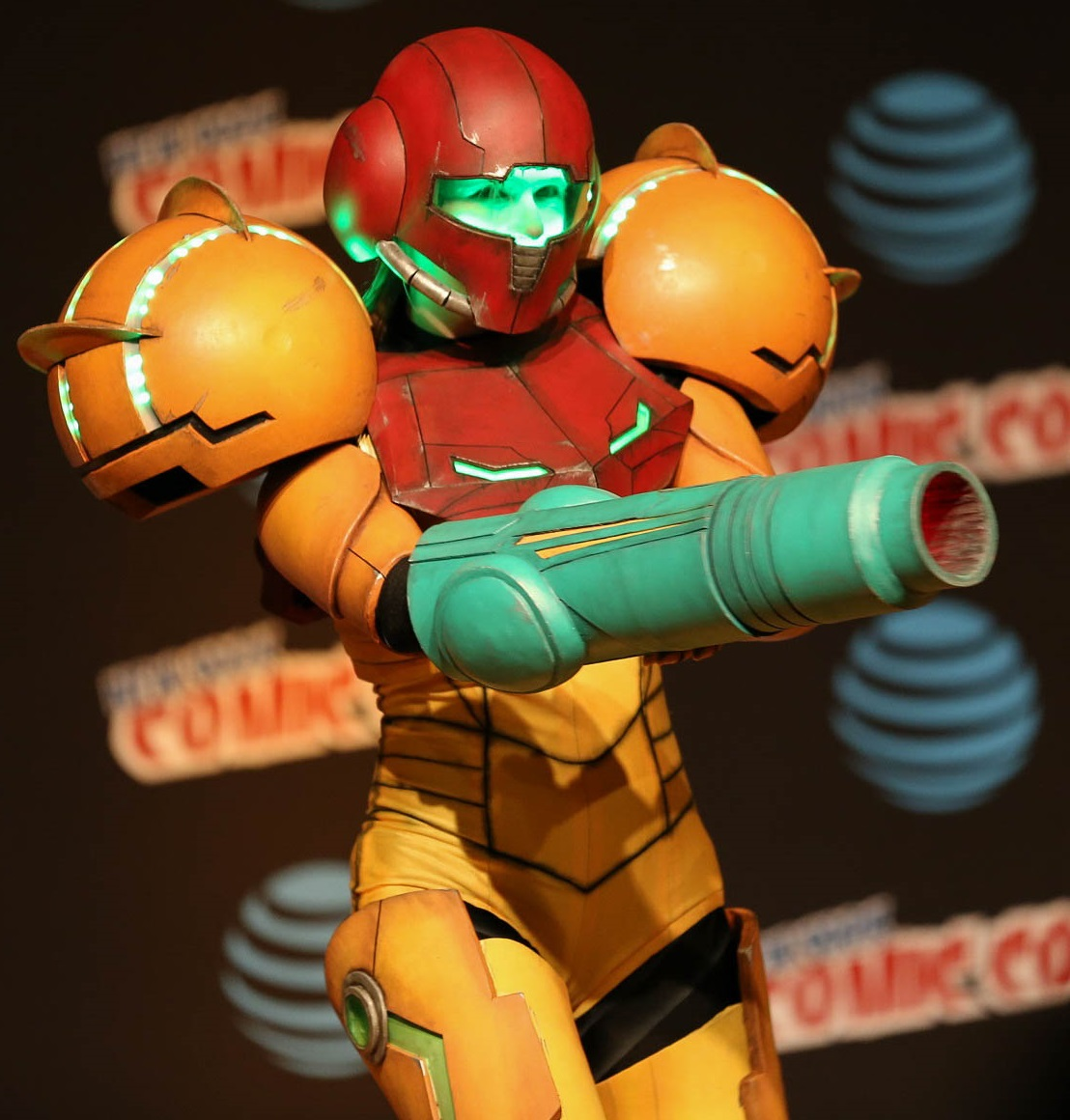
サムス・アランのコスプレ。

『フェデレーションフォース』を除く『メトロイドシリーズ』の主人公。詳細はサムス・アランを参照。
鳥人族/チョウゾ (Chozo)
惑星ゼーベスを拠点としていた銀河の一種族であり、宇宙で最も優れた文明を築いていたとされる種族。強い精神力とそれに由来する超自然的な能力を持ち、未来を予言する力がある。名称のとおり鳥類に近い生物から進化した生命体であり、外見は羽の無い外骨格のオウムの様に見える。なお、祖先は地球の鳥類と同じく空を飛べたらしいが、鳥人族は進化の過程で飛行能力を失っている（ただし、マオキン族長のレイヴンビークは四肢とは別に翼を持ってそれで飛翔することもできたことから、飛べないのはソウハ族の特徴の可能性もある）。また古代には鳥人族の中にも異なった体躯や能力を持つ多彩な部族がおり、パワードスーツの能力の一部はこれらの戦士の能力を機械的に再現したものとされる。
サムスを保護し、戦士として送り出した後に、スペースパイレーツと鳥人族を裏切ったマザーブレインに惑星ゼーベスを奪われ、同惑星を脱出せざるを得なくなる。その後の行き先などは不明であり、銀河社会では滅亡したと扱われている。
かつては自然と調和した高度な文明と戦闘力を持ち、多くの惑星にその足跡を遺してきた種族であった。古代には、自分たちと肩を並べる高度文明を築いたルミナスやブリオニアン、イーラたちとの同盟において主導者的な存在となっていた記録が残っている。しかし、超長命故に高齢化による繁殖力と戦闘能力の低下によって衰退の一途をたどり、スペースパイレーツによってゼーベスを奪われる直前では、幾つかの惑星にわずかに残存していたのみである。惑星ゼーベスの鳥人族は長老・オールドバードやその側近・グレイヴォイスを中心として活動していたが、その活動の大部分も末期ではマザーブレインの指揮に依存していた。
同族は種としての滅亡を目前にし、自らの存在意義を銀河系種族の繁栄に見出す。銀河連邦の設立に寄与し、全宇宙をひとつの社会に纏める機能として機械生命体マザーブレインを造り上げる（しかし、高度に人間的な人格を持っていたため、銀河の守護の使命を自分以外の存在に託そうとすることへの不満から鳥人族を裏切り、前述のようにパイレーツへ加担してしまった）ほか、種族の末期に未開の惑星SR388で発見した寄生生命体・Xの駆逐兵器としてメトロイドを造り上げる。さらに、同族の後継者としてサムスに自らの武器、遺伝子、そして戦闘技術を託す。
闘争力を失い非戦闘種族となってからは「傷害の意識が思考に上ると、精神的・肉体的な苦痛を受ける」心理プロテクトを持つようになっている。惑星ターロンIVに存在した鳥人族たちは自然との生活の中で、死後に自身の思念をチョウゾゴーストという霊体として半永久的に保持する力も得て、予言で見た「ターロンIVに封じた災いを打ち倒す女性戦士」が訪れるまで惑星の守護を行っていた。
『プライム』以降は海外版の名称をそのまま使った「チョウゾ」という呼び方も使用されることが多い。
『ドレッド』にて判明した事として、元々鳥人族は惑星ゼーベスが発祥の地ではなく「惑星ZDR」が母星であり、惑星ゼーベスは単に開拓した惑星の一つである事、鳥人族には銀河の平和と安定を目的とする穏健派のソウハ族（Thoha）、全銀河の支配を目論むレイヴンビークを長とする武闘過激派のマオキン族（Mawkin）の2種族が存在しており、心理プロテクトを持っているのはソウハ族のみでマオキン族は心理プロテクトを持っていない。前述のオールドバードやグレイヴォイスもソウハ族に分類される。
メトロイド (Metroid)
本シリーズのタイトルにもなっている、あらゆるエネルギーを吸収する人工生命体。詳細はメトロイド (架空の生物)を参照。
銀河連邦 (Galactic Federation)
各惑星の代表者からなる政府ともいうべき組織で、銀河全体の統括に当たっている。略して「連邦」と呼ばれることも多い。サムスを始めとするバウンティハンターたちへの主な任務を依頼しているのもこの組織であり、サムスもバウンティハンターとなる以前に、銀河連邦と併設する銀河連邦警察や銀河連邦軍に所属していた事がある。政治体制は民主制で、「連邦議会」という行政機関を持つ。下部組織として「銀河連邦警察」や後述の「銀河連邦軍」がある。主に銀河連邦のスタッフ、銀河連邦軍の軍人は人間（ヒューマン）だが、漫画版では様々な種族が所属している。
全宇宙の秩序と治安を守る統治組織として成り立っているが、『プライム3』では危険な放射性物質であるフェイゾンの鉱石を惑星エーテルより回収・新兵器として実戦投入を行っていたり、『フュージョン』では生物研究所・B.S.Lにおいて危険視されているメトロイドを秘密裏に培養・研究をしていたり、後述のボトルシップで旧銀河連邦軍が開発・製造した強力な重力生体兵器であるナイトメアやサムスに討伐されたクローンリドリーの残骸などを極秘に回収・保存していたり、XやSA-Xの危険性を重大視せず優れたクローン特性などの利用を安易に考える点など、暗部を確実に抱えていることを垣間見られ、実際後述のように銀河連邦は一度解体・再編を余儀なくされたことがあるらしい。
また、『ハンターズ』の舞台となるテトラ銀河系が未開の宙域であり、『プライム3』ではテルリアン系が勢力圏の端であり惑星ノリオンが第1防衛ラインとなっているなど、本当の意味で宇宙全てを統治しているわけではない。統治範囲があまりにも広大であるため全体に警備の目を行き渡らせることは事実上不可能であり、スペースパイレーツ討伐などをサムスらバウンティハンターに依頼し始めたのもそのためである。
初期の作品においては基本的にゲーム上では登場していなかったが、『フュージョン』では前述したB.S.Lの巨大宇宙ステーションが舞台となり、『プライム2』ではブラボー中隊という連邦軍のパトロール部隊がスペースパイレーツを追って惑星エーテルに不時着するものの、サムス発見時にはイングに襲われ全滅されるという描写で登場するが、『プライム3』では主にデーン提督が率いる連邦軍の大規模な部隊やその部隊が所属する惑星ノリオンの連邦基地、惑星ブリオのエネルギー採掘所や惑星エリシアのスカイタウンなどの組織や施設が登場し、『アザーエム』ではサムスの過去とともに緻密な描写が行われ、『フェデレーションフォース』で主役として登場してサムスのスーツの性能を再現させようとした機動兵器メックの開発、『ドレッド』では調査目的のためのロボットE.M.M.I.を開発するなど、出番が増加してきている。
銀河連邦軍
銀河連邦と併設する軍隊。略称は「連邦軍」。サムスもバウンティハンターとなる以前はここに所属していた時期があり、アダム・マルコビッチやアンソニー・ヒッグスらはその頃の同僚である。
作中における犯罪組織はスペースパイレーツのような武装組織であるため、主な鎮圧は連邦警察ではなく連邦軍が主に行っている。シリーズ第1作目では惑星ゼーベスに総攻撃を仕掛けるも陥落させられなかったなど、パイレーツ相手に苦戦を強いられる描写がある一方、パイレーツ側も「サムス以外で唯一銀河征服の障害となっている存在」と認知せざるを得ない確かな軍事力を持っている。普段は一般的な軍事組織と同様に、外部からの防衛や紛争の鎮圧、災害時の救助活動なども行っている。
前述のように初期の作品では設定もしくは会話上のみの存在であったが、『プライム2』からゲーム本編に登場するようになった。以後の『メトロイドプライムシリーズ』における一般的な兵士は、白や銀色を基調とした配色で、右腕に銃器を装備しているパワードスーツを装着した姿で描写されているが、仕官や技術者は兵士と異なる服装をしており、兵士でも工作兵などは異なる配色・装備のスーツとなっている。なお『アザーエム』ではパワードスーツのデザインが異なり、濃紺を基調とした配色で、兵装は内蔵されておらず銃器は携帯式のものを用いている。
銀河連邦が民主制であるため、連邦軍も文民統制が敷かれているが、『アザーエム』では連邦軍の一部がスペースコロニー・ボトルシップにおいて生体兵器の研究（銀河連邦は生物兵器の開発・所持を禁止しており、過激派が独断かつ極秘で行っていた）やメトロイドの復活・軍事化を画策していたなど、政府と同様に暗部も見受けられる。『フュージョン』においてアダムは、ボトルシップで造られた生体兵器・ナイトメアを「旧銀河連邦軍が開発した」と言っており、ボトルシップの件が暴露されたため一旦の解体・再編を余儀なくされたと見られる（ただし、前述のようにメトロイドやナイトメアなどのボトルシップの遺産を、銀河連邦は廃棄することなく極秘に回収・保管していた）。
アダム・マルコビッチ (Adam Malkovich)
サムスが銀河連邦軍に所属していた頃の上司で、彼女の一番の理解者であり父親同然だった存在。存在が明かされたのは『フュージョン』からだが、ゲームにおいて実際に登場したのは『アザーエム』となる。
厳格かつ常に冷静沈着で、客観的で適切な判断が出来る極めて優秀な指揮能力を持ち、自身の実力と戦果によって司令官の地位まで上り詰めた生粋の軍人である。精神的に幼く、常に強がり捻くれていた当時のサムスに対しては「異論は無いな? レディー」というあえて逆なでするようなジョークを交えた合言葉を使って承諾を得ていた。当時のサムスはアダムの言葉の意味を深く理解出来てはいなかったが、それでも上記のようにアダムはサムスを父親同然の立場で見守っており、絶対の信頼関係があった。他の部下からも同様であり、アンソニーが「大将（アダム）の判断が間違っているわけ無い」とまで太鼓判を押すほど。ある任務をきっかけにサムスは彼の部隊ならびに銀河連邦軍を脱退することとなったが、彼への敬意そのものは『フュージョン』以降に至るまで継続している。
バウンティハンター
サムスが現在属する職業。略して「ハンター」と呼ばれることが多い。「賞金稼ぎ」を意味する職種であるが、上記のように本作品では広大な銀河全域において監視や軍事行動の展開が不可能である銀河連邦が、スペースパイレーツをはじめとした犯罪者やその組織の確保・討伐の代行役として徴用し始めたことで名声を高めていったという経緯があり、報酬を受けて軍事や警備の代行という仕事の内容から、性質は他世界でいう傭兵に近い。
銀河連邦軍が行う任務を単独で代行する事が多いためか、サムスを含む実力者では銀河連邦軍の兵よりも遥かに高い戦闘能力を持つ者が少なくない。
主に商業目的で活動する存在のため基本的に善悪の概念はない。サムスやゴア（『ハンターズ』のノクサスは「戦士」であり、ハンターか否かは公表されていない）といった平和維持目的で活動するハンターの他、ランダスやカンデンなど己の実力の証明として活動する者も少なくない他、サイラックスのような銀河連邦と敵対するハンターもいる。
第1作目の取扱説明書におけるストーリー説明では「宇宙戦士（スペース・ハンター）」と呼ばれており、『スーパー』の日本版テレビCMなど過去の作品も一部で使用されていた。
スペースパイレーツ (Space Pirates)
シリーズに渡って登場する敵組織。略称は「パイレーツ」。詳細はスペースパイレーツを参照。
リドリー (Ridley)
スペースパイレーツの最高指揮官で、シリーズにおけるボス敵の象徴的な存在。詳細はリドリーを参照。

### メトロイドシリーズ
マザーブレイン (Mother Brain)
登場作品：初代（ゼロミッション）、スーパー、アザーエム（オープニングのみ）
惑星ゼーベスの中枢・ツーリアンにて、要塞を集中管理している機械生命体。通称「マザー」。名前の通り漫画版では女性寄りの人格を持ち、後述のMBも女性型である。初代と二世代目の二種が存在するが、共通して上部は人間の大脳部分に鉄の棘を何本も生やし、下部は導線が何本も繋がれ、繋ぎ目には一つ目といった外観である（初代『メトロイド』のみ二つ目など人面に近い）。『スーパー』『アザーエム』で登場した二世代目（改良型）では口が追加された。『ゼロミッション』では「狂気の支配者」という異名が付けられている。
本来は鳥人族がよりどころとする生体コンピュータであり、老衰した鳥人族が宇宙の繁栄を願って銀河連邦とのデータバンクを管理する目的で開発された。サムスにとっては鳥人族の長老オールドバードや側近グレイヴォイスとともに育ての親といえる存在であった。しかし、あまりに高性能であったため知能、特に人間的な感情が強くなり、自分以上にサムスとメトロイドへ未来を託そうとする鳥人族への不満を募らせていき、特にサムスへは嫉妬心を抱くようになり確執が生じていく。最終的にはスペースパイレーツにゼーベスが侵略された際に鳥人族を見捨て、パイレーツに協力することが銀河に真の繁栄を導くと判断し、パイレーツを統率するコンピュータと化してしまった。
本来の用途ゆえに、極めて高度な演算能力や論理性・分析力を持ち、パイレーツへの協力の際にはそれが遺憾なく発揮され、銀河連邦を脅かすほどの組織巨大化の要因となった。また、生体と情報処理装置を併せ持つため高度なテレパシー通信機能およびそれを応用した一種の洗脳能力がある。鳥人族の手による刷り込みでメトロイドからは親として認識されており、これとテレパシー能力の併用による彼らの制御も執り行う。初期の作品ではリドリーも洗脳能力で操っていたとされていた。
本来は戦闘兵器でなく自分からは動けないが、目からビームを撃ち出すことが可能（『ゼロミッション』）。爆発性の武器でのみ破壊可能なゼーベタイトを分子転送させたシールドで強固に守られており、周囲に設置されているビーム砲も操り侵入者を迎撃する。
一度はサムスによって破壊されたが、ゼーベス再建の際に修復されて蘇り、再びサムスと対峙する（『スーパー』）。復活したマザーは改良が施されており、前述通り口が追加され、決戦時においては巨大な胴体と手足が付き巨人の姿となる。サムスの装備ですらダメージをあまり与えられないほどの防御力を得ている上、目から撃ち出すビームは威力を極限まで高めたハイパービームとなるなど、大幅に強化されていた。
サムスにとどめを刺す寸前まで追い詰めるが、ベビーメトロイドの妨害にあって失敗し、サムスを庇うベビーを殺害するが、それによってサムスの逆鱗に触れ、ベビーのエネルギー吸収を通じてサムスの手に渡ったハイパービームによって完全に破壊された。
その後の『アザーエム』では、生体兵器の開発とそれによる特殊部隊設立を目論む連邦軍の一派がスペースパイレーツのコピーとメトロイドのクローンを制御するため、マザーブレインを再現した人間体の人工知能MB（エムビー、後に開発者からメリッサ・バーグマンと名付けられる）を開発している。奇しくもこのMBは「高度だったがゆえに感情が生まれた」「創造者(人間)側の行いの結果、心が歪んで反旗を翻す」などオリジナルとほぼ同じ末路を辿った。
惑星ゼーベスのスペースパイレーツ幹部
惑星ゼーベスの各エリア、および中枢ツーリアンへの道の守護を行っているスペースパイレーツの幹部格。ただし、クレイドなど、生体兵器もこれに含まれる可能性がある。リドリーはリンク先を参照。

クレイド (Kraid)
登場作品：初代（ゼロミッション）、スーパー、ドレッド
惑星ゼーベスに存在する最大級の怪獣。設定上の全長は約29フィート（約8.8m）だが、初代の描写は大して大きくない。逆に『スーパー』以降はサムスの数倍以上と巨大に描写されている。
ブリンスタの奥深くに待ち構えており、リドリーと共にマザーブレインが位置するツーリアンへの道を塞いでいるが、知能は低いと考えられている。成体になるまでに60年掛かると言われているが、地球基準なのかゼーベス基準なのかは定かではない。爪や腹部の棘を飛ばして攻撃する。弱点は口の中（スーパー以降）。クレイドにたどり着くまでの道のりには、『偽クレイド』というザコ敵も登場する。初代では本物より色が少し黒っぽいだけで似ているが、『スーパー』以降の作品では本物が巨大になった一方でサイズが据え置きのため、明らかに小さくむしろ子供のクレイドに近い。リドリーほどではないが、シリーズでは知名度が高いボス敵である。
『ドレッド』では、スペースパイレーツの幹部になったのとは別の個体がマオキン族に捕獲され、惑星ZDRに運びこまれて監禁されている。
『大乱闘スマッシュブラザーズDX』では隠しステージ「ブリンスタ深部」で背景に登場。『スーパー』『ゼロミッション』準拠の巨体を誇る。一定の周期でマグマの中から姿を現し、プレイヤーたちがいる足場を爪で叩いて回転させ妨害を行う。
ファントゥーン (Phantoon)
登場作品：スーパー、アザーエム
クレテリアの外れにある難破船を制圧した、幽霊のような正体不明の生命体。髑髏のような外観で、中心には内部に単眼を持つまぶたを兼ねた口がある。体長約12フィート（約3.7m）。
その巨体に似合わず動きが素早いので捕獲サンプルが少なく、詳しい生態は判っていないが、上部の甲羅内部では神経組織の発達が見られ、知能は高いと思われる。宇宙空間でも活動可能で、霊体化と実体化を繰り返すことであらゆる攻撃を回避する特殊能力を持っている。左右に垂れ下がっている触腕は神経節の末端であり、腕の機能はないとされる（後述のように『アザーエム』では強化され、腕として使える）。眼から大気に触れると青白く発火する酵素を分泌し、多量に放ちかつコントロールすることで攻撃手段として用いる。これは『スーパー』では鬼火とされているが、『アザーエム』ではアストラル体の弾と表現され、頭蓋骨のようなものが浮かび上がっている。
『スーパー』で初登場し、難破船のエネルギーを吸い取り機能不全にしていた。この当時は実体化した本体全体が弱点。前述したトリッキーな戦法でサムスを翻弄するも撃退されてしまう。その際爆散消滅するが死亡したわけではなく、後にサムスのスターシップに取り付き、共に崩壊する惑星ゼーベスから脱出している。その後もスターシップに取り付いたまま肉体の回復を待ちつつ、復讐の機会を伺っていた。
容姿がマザーブレインによく似ているため、その本性は旧マザーブレインの怨念との説もある。
『アザーエム』ではエンディング後の隠しラストボスとして登場する。回復した肉体は『スーパー』よりもかなり巨大になっただけでなく、触腕は長大化して鞭のように振り回せるようになり、単眼は口から少し伸ばすことができ、そこからビームを撃ち出せるなど強化された。更には掌に目玉を持つ人の手型の怪物を呼び出す新たな能力も加わっている。常時実体化しているものの、弱点は単眼のみとなったために以前より厳しい戦いを強いられる。同作のギャラリーモードでは新たに明かされたファントゥーンの設定が記載されており、「異空間に本体が存在するアストラル体で構成された生命体であり、物質世界では実体化した頭部（普段見られるファントゥーンの姿）のみが現れているが、本当の姿は巨人型のクリーチャーである」とされている。先述の「目玉のある手」の正体はファントゥーン自身の実体化した手とされている。
ドレイゴン (Draygon)
登場作品：スーパー
惑星ゼーベスの中でも水中エリアの多いマリーディアに存在する肉食の大型甲殻類。体長約12フィート（約3.7m）。
粘性の分泌液を吐き出し、それに絡まって動きの鈍くなった獲物を捕らえる。口は小さく、獲物を捕らえるのに向いていないが、その代りに六本の歩脚で押さえ付け餌食にする。時に大型の水生生物も捕食する。卵生であり、脱皮をする事で成長する。下半身の尾又は産卵管に見える部分は触角である。外殻は極めて強固で一切の攻撃を受け付けないが、皮膚の薄い腹部や電気が弱点となっている。
鳥人族の遺産
鳥人像 (Chozo Statue)
登場作品：初代（ゼロミッション）、2、スーパー、フュージョン、ドレッド
惑星ゼーベスや惑星SR388や惑星ZDR等に見られる像。そのほとんどの者は体育座りをしながらアイテムを前にかざす様な姿勢をしている。身長約7フィート (2.13m)。
鳥人像と呼ばれているが、鳥人族が自らのDNAを操作して作った生命体であり、アイテムの警備以外にも昔は要人の護衛に使われていたらしい。知覚神経を取り除かれているため痛みを感じず、頭部を失ったとしても循環器系を破壊されるまで戦い続ける。普段は仮死状態にあり、外敵が近づくと覚醒し攻撃するが、サムスを攻撃する鳥人像が誤作動しているのか、攻撃しない鳥人像が既に死んでいるのかは定かではない。また、それ以外にも、モーフボール状態で手の上に乗ることでさまざまな仕掛けが作動する機能を持つ鳥人像も存在する。
なお惑星ターロンIVにも鳥人族を模した像はいくつかみられるのだが、こちらは非生命体である機械仕掛けの像であり、アイテムを守護している姿は見られない。続編では、惑星エリシアでスパイダーボールを守護している鳥人像を見ることができるが、動きだすことはない。
目の部分が大きいのが有名だが、『ゼロミッション』ではデザインが変更されている。
生命体であるという特性から、Xに守っていたアイテムごと擬態されたことがある。
大軍神 (Chozo Trial)
登場作品：ゼロミッション
惑星ゼーベスの鳥人遺跡の最も奥に位置する壁画で、伝説のパワードスーツを授けるための試練を与える装置でもある。サムスは幼い頃に鳥人族に連れられ、この場所に足を踏み入れた記憶がある。
スペースパイレーツの追跡を振り切ったサムスが再びこの壁画に到達したとき、試練を与えるために実体化して襲い掛かる。それを乗り越えたサムスに伝説のパワードスーツを与えた。
大軍神が確認されるのはここのみ。同じ惑星ゼーベスの地下や、惑星SR388や惑星ターロンIVにも伝説のパワードスーツと同型のバリアスーツがあるが、大軍神は見られない。
X（X-parasite）
登場作品：フュージョン、サムスリターンズ（エンディングのみ）、ドレッド
惑星SR388に元来生息していたとされるゲル状の寄生生命体。詳細はメトロイドフュージョンを参照。
SA-X
切り取られたサムスのパワードスーツからサムスの遺伝情報を読み取り、パワードスーツを装着したサムスに擬態したX。強化されたパワードスーツ（『スーパー』時点での最強状態）そのままの性能を持ち、サムスを執拗に狙っていたが、最終的にはサムスに吸収された。
E.M.M.I.
登場作品：ドレッド
銀河連邦が開発した調査用ロボット。E.M.M.I.とは『Extraplanetary Multiform Mobile Identifiers』の略称で日本語では惑星外多形態機動調査機と訳されている。元々は未知の生物の捕獲やDNA採取に特化したロボットだが、なぜかサムスを執拗に追跡し捕獲しようとする。全部で7体おり、それぞれが異なる能力を持っている。また、宇宙で最も硬質と呼ばれる特殊素材でできているため、通常のビームやミサイルは通用せず、捕まればほぼ即死である。E.M.M.I.ゾーンと呼ばれる区画を徘徊してサムスを捜索する。センサーの範囲内にサムスの音を検地すると音の発生源まで移動し、サムスを視認すると高速で追跡して捕獲しようとする。ゆえに物音をたてなければ目の前に来ない限り追跡されることはない。各E.M.M.I.ゾーンの管理用マザーコンピューターであるセントラルユニットからサムスがエネルギーを取り込むことで、アームキャノンをオメガキャノンに変形させて一時的にE.M.M.I.に対抗することが可能。しかし見つかったら基本的には逃げる以外の手段を断たれる。

### メトロイドプライムシリーズ
フェイゾン（Phazon）
登場作品：プライム1、プライム2、プライム3
生物の遺伝子に影響を与える放射性物質で、『メトロイドプライムシリーズ』の中核をなす存在。詳細はフェイゾンを参照。
メトロイドプライム（Metroid Prime）
登場作品：プライム1
惑星ターロンIVのフェイゾン汚染源となっていた未知の生命体。詳細はメトロイド#メトロイドプライムおよびフェイゾン#フェイゾン生命体を参照。
ダークサムス (Dark Samus)
登場作品：プライム1（エンディングのみ）、プライム2、プライム3
メトロイドプライムが身体を再構築して復活した存在で、サムスに酷似した姿を持つ。詳細はダークサムスを参照。
ルミナス (Luminoth)
登場作品：プライム2
惑星エーテルに移住し生活している種族。元々の起源の惑星は不明。蛾のような姿をしており、身長は6mにもなる。高度な文明を持ち、かつては鳥人族と同盟関係にあった。
詳細は『メトロイドプライム2』を参照。
イング (Ing)
登場作品：プライム2
隕石落下の影響により惑星エーテルが二つの次元に分かれたとき、ルミナスのダークサイドとして生まれた種族。非常に残忍かつ無慈悲で知能も高い。詳細はメトロイドプライム2を参照。
アレンビック族 (Alimbic)
登場作品：ハンターズ
かつてアレンビッククラスターを支配していた種族。強大な力を持っていたが、数万年前（もしくは数千年前）、『究極の力』の伝説を遺して忽然と姿を消した。詳細は『メトロイドプライム ハンターズ#登場キャラクター』を参照。
ハンターズに登場する戦士
『究極の力』を話を知り、各々の目的でアレンビッククラスターに訪れたハンターたち。各詳細は『メトロイドプライム ハンターズ#登場キャラクター』を参照。
カンデン (Kanden)
狩猟本能により「狩り」として戦いを遂行する人造生命体（バイオロイド）のハンター。不死の兵士を生み出す実験の失敗作であり、肉食昆虫の遺伝子を組み込まれているため、イモムシを擬人化したような容姿を持つ。
ウィーヴェル (Weavel)
スペースパイレーツの特殊部隊に所属するサイボーグ兵士のハンター。かつてサムスとの戦いで失った下半身をパワードスーツの装着で補った結果、サイバネティックスペースパイレーツとなってより高い戦闘力を得た。訪れた理由がパイレーツ全体の意思なのか、独自行動なのかは不明。
スパイア (Spire)
謎の消失を遂げてしまった古代の有機岩石生命体（無機生命体とも）の一種であるダイアモンド族のただ一人の生き残りであるハンター。自分の種族滅亡の謎を解明するため、同じく謎の滅亡を遂げた種族の調査を行っている。
ノクサス (Noxus)
極寒の惑星ヴォーに住まう、極度に厳しい戒律を持ち、それに裏打ちされた気高さを持つ誇り高い孤高の種族であるヴォゾン族の戦士であるハンター。『究極の力』が悪用される前に自身で回収しようと考えて来た。
トレース (Trace)
あくなき侵略行為によって糧を得ている銀河で最も忌み嫌われている種族であるクリケン族の一員であるハンター。種族の拡大に繋がる強大な力を求めており、『究極の力』に目をつけて訪れた。
サイラックス (Sylux)
隠密行動・追跡術・暗殺のエキスパートにして、射撃の名手でもあるハンター。何故か銀河連邦とそれを助けるサムスを激しく憎んでいる。連邦軍製のパワードスーツを奪取・改修して用いている。デラノ7という専用のスターシップを愛用。
『プライム4』では、スペースパイレーツと手を組み暗躍する事が判明している。
ゴリア (Golia)
登場作品：ハンターズ
『究極の力』の正体で、アレンビッククラスターに飛来してアレンビック族を滅亡に追い遣った生命体。相手の姿や装備をコピーし奪う能力を持ち、＜恐怖＞、＜破壊者＞とも呼ばれる。詳細は『メトロイドプライム ハンターズ#ボス』を参照。
オーロラユニット (Aurora Unit)
登場作品：プライム3
銀河連邦のネットワークコンピュータである有機コンピュータシリーズで、外見は液体に満たされたカプセルに浸かった生物の脳や心臓のような風貌をしている。関連の有無は不明だが、マザーブレインに酷似した存在となっている。詳細はメトロイドプライム3 コラプション#銀河連邦を参照。
デーン提督 (Admiral Dane)
登場作品：プライム3
銀河連邦第7艦隊の司令官であり、同艦隊の旗艦であるオリンパス級戦艦オリンパスの艦長。同作におけるハンターたちの実質的なクライアントで、特にサムスとは強い信頼関係で結ばれている。
コラプションのハンター
登場作品：プライム3
サムスとともに銀河連邦から依頼を受けたバウンティハンターたち。詳細は『メトロイドプライム3 コラプション#バウンティハンター』を参照。
ランダス (Rundas)
惑星ベスIIIの衛星の一つである、氷の星フィリジス出身のハンター。種族として氷や冷気を操る能力を持つ、かなりの自信家。
ゴア (Ghor)
惑星ウォタンVIIの解放戦争で戦った退役軍人で、身体の9割以上が機械化されたサイボーグ戦士のハンター。マシンと合体する能力を持つ。通常時は穏健な性格だが、合体時は攻撃的な性格となる。
ガンドレイダ (Gandrayda)
素性や経歴が不明の女性ハンター。惑星ジョビアXIIの変異生物に似た非常に優れた変身能力と、電気エネルギーを操る能力を持つ。スポーツ感覚で賞金稼ぎをしており、サムスをライバル視している。サムスに対しては「サミー」と呼ぶ。
ブリオニアン (Bryyonian)
登場作品：プライム3
惑星ブリオにある碑文にて存在を確認できる絶滅種族。残した彫像やゴーレムの外見からカメに似た外見を持つ種族だったことが分かる。鳥人族やルミナスとも交流があった。
エリシアン (Elysian)
登場作品：プライム3
惑星エリシアを管理している機械生命体。約1500年前にて鳥人族に創られたThe First（最初の創造体）を起源としている。銀河連邦と同盟関係にあったが、連邦との連絡が途絶えた後、スペースパイレーツの襲撃によってフェイゾンに侵され事実上絶滅する。

## 舞台
シリーズ各作品のページも参照。下記するものはゲーム中に直接登場するもので、これら以外にも名前だけ登場する場所などが多数存在する。

### 惑星
惑星ゼーベス（Planet Zebes）
登場作品：初代（ゼロミッション）、スーパー
恒星FS-176系の第2惑星。元々は鳥人族が住む惑星で、親を失い鳥人族に引き取られたサムスが青年期までを過ごした惑星。その高度な文明を求めて襲来したスペースパイレーツに奪い取られ、パイレーツの本拠地である要塞惑星と化す。地表は硫酸の雨が降るなど非常に環境が厳しく、生物の居住には適さない環境だが、岩盤が硬く地下要塞を建造しやすい作りになっている。そのため、パイレーツによって初めて注目されるまで、その詳しい惑星データは銀河連邦も認知していなかった。
要塞の中枢であるツーリアンにはパイレーツを統括するマザーブレインが据えられ、その入り口は幹部であるブリンスタのクレイド、ノルフェアのリドリーによって守られている。一度サムスによって要塞を壊滅させられた後は、さらに難破船にファントゥーン、マリーディアにドレイゴンを据えた。なお、現在も各所に鳥人族の遺した遺跡や武器が点在する。サムスにとっては鳥人族に連れてこられ育った第二の故郷でもある。サムスの2度目の潜入の際、爆破された。
ちなみに惑星名は初期の作品では「Zebeth」という綴りで記述されていた。
ゼーベスの主なエリア
クレテリア（Crateria）
惑星ゼーベスの地表とその付近。地表部は常に酸性雨が降り注ぎ生命の生存には適さない。サムスはスターシップをここに着陸させている。大規模な鳥人遺跡が存在する（ゼロミッション）。
ブリンスタ（Brinstar）
地下の比較的上層にあるエリア。ほとんどが岩石で構成されており、ところどころに酸の水たまりが存在する。一度爆破されスーパーで再建した後はこれらの特徴は消え、植物が群生する地帯と赤土の湿地帯で構成されるようになる。深部にはクレイドが巣くう。
『大乱闘スマッシュブラザーズシリーズ』でもステージとして登場している。また、『大乱闘スマッシュブラザーズDX』ではクレイドと戦ったエリアが「ブリンスタ深部」として登場（ただ背景は溶岩地帯で、どちらかというとノルフェアに近い）。
ノルフェア（Norfair）
惑星のより地下にありコアに近づいているため、灼熱の溶岩で満たされたエリア。あまりの高熱のためにパワードスーツの機能を強化しなければ進むことができない箇所もあり、さらに下層エリアにはグラビティスーツの弱点である酸性の溶岩地帯が存在する。ブリンスタ同様、深部にはリドリーがいる。また、鳥人族の遺した遺跡が形を保って残っている。
『大乱闘スマッシュブラザーズX』『大乱闘スマッシュブラザーズ for Wii U』ではステージとして登場する。また、音楽は原作シリーズの他にも『黄金の太陽』と『超操縦メカMG』の曲も流れる。
難破船（Wrecked Ship）
クレテリアに打ち捨てられた宇宙船。他エリアと比べると行動範囲は非常に狭い。ファントゥーンが制圧している。初めに訪れた時は艦内に電源が入っておらずほとんどのゲートが開かない（船内でセーブもできない）が、ファントゥーンを倒すことで電源が入る。スーパーに登場するが、それ以前にチョウゾディアで破壊されたスペースパイレーツのマザーシップとは別物である。
マリーディア（Maridia）
ほぼ全域が水に満たされたエリア。流砂がある自然的なエリアと水没した宇宙船のようなエリアに分けられる。最深部にはドレイゴンがいる。メトロイドモドキが放たれている場所でもある。他にもオウム、タトリ、プワンプ、ヤード、シャクトール等個性的な生物が多い（スーパー）。
チョウゾディア（Chozodia）
かつての鳥人族の居住区であり、サムスが幼少期に育った場所である。巨大な鳥人族の遺跡があり、その最深部にはより機能が強化された伝説のパワードスーツと、それを持つにふさわしい者であるかどうかを試す大軍神が存在する。『ゼロミッション』ではストーリー中で帰還してきたスペースパイレーツのマザーシップが停泊していたが、サムスによって自爆装置を起動させられ大破した。
ツーリアン（Tourian）
惑星ゼーベスの中枢。元々は鳥人族と銀河連邦の協議の場であり事実上の連邦の中枢でもあった。現在ではパイレーツに連れ去られ増殖したメトロイドがはびこり、メトロイドにエネルギーを吸い取られた、パイレーツを含むあらゆる生物の死骸が転がっている。最深部にはマザーブレインが存在し、ゼーベスの全てのコンピュータを統括している。このマザーブレインが破壊されると同時に地下要塞の自爆装置が起動する。
惑星SR388（Planet SR388）
登場作品：II（サムスリターンズ）、フュージョン（ストーリー上でのみ）
辺境にある未開の惑星。鳥人族はこの惑星にはびこるXを根絶するためにメトロイドを造り出し、ここで育てていた。ただ一匹存在するクイーンメトロイドを中心として、惑星の地下にある天然の迷宮はメトロイドの巣窟となっている。メトロイドはこの惑星の環境下でのみ、アルファ以降への形態に成長が可能。惑星のコアからβ線を含む放射能が放たれており、これが促進物となってメトロイドの成長に影響している。一時期はメトロイドがXを捕食し、食物連鎖の頂点に位置していたが、サムスがメトロイドを全滅させたためにその後は再びXが繁殖することになった。鳥人族の手が加えられているためか、ゼーベス同様に鳥人族の遺跡、武器が存在する。
『フュージョン』のクライマックスにて、自爆装置を搭載したままのB.S.L.が衝突したことにより跡形もなく消滅した。
名前の由来は、デザイナーの清武博二が所有していたヤマハ発動機のオートバイ「SR400」で、当時排気量が400ccと言いながら388ccしかなかったからとのこと。
惑星ターロンIV（Planet Tallon IV）
登場作品：プライム
ゼーベスと同じ恒星FS-176系の第5惑星。かつては鳥人族が暮らし、豊かな生態系が存在していた。詳細は『メトロイドプライム』を参照。
惑星エーテル、ダークエーテル（Planet Aether, Dark Aether）
登場作品：プライム2
流浪していたルミナスがたどり着き、故郷とした惑星。銀河連邦の勢力圏内である「ダーシャ星系」に属する。詳細は『メトロイドプライム2』を参照。
アレンビッククラスター（Alimbic Cluster）
登場作品：ハンターズ
銀河連邦の勢力圏外である未開の宇宙・テトラ銀河系に存在するエリア。アレンビック族という種族が古代に高度な文明を築いていたが、ある原因のため滅亡している。各詳細は『メトロイドプライム ハンターズ』を参照。
惑星アリノス
アレンビック族が活動の拠点としていた高温の火山惑星。惑星の内部活動が活発で、それを動力とした施設が多数建造されていたが、アレンビック族滅亡後はその活動によって建造物の大部分は崩壊し、半壊した遺跡に火山と砂漠が広がる惑星となっている。
惑星アークテラ
テトラ銀河の外縁部に存在する極寒の氷雪惑星。ハニカム状の構造となった広大な地下空洞が広がっている。地表部にはアレンビック族の巨大な遺跡が各所にある。
『プライム3』の舞台
テルリアン系・ガフラー系・ボルトリック系の3つのエリアは銀河連邦の勢力内の辺境に位置する。各詳細は『メトロイドプライム3 コラプション』を参照。
銀河連邦旗艦オリンパス
デーン提督が指揮を執る、銀河連邦第7艦隊の中心となる銀河連邦の戦艦。惑星アリエスIIIに推進後、惑星ノリオンに配属された。最初にサムスたち、ハンターが招集された場所。最初にオーロラユニットが搭載された初めての戦艦である。
- テルリアン系

惑星ノリオン（Norion）
銀河連邦の勢力圏内の端に存在する惑星。勢力圏外への活動に対する防衛拠点となっており、銀河連邦軍の防衛基地が存在する。元々は不毛の惑星だったが、テラフォーミングが行われて森林の惑星に変化している。
『プライム3』のオープニングの舞台となる銀河連邦旗艦オリンパスは、この惑星に配属された銀河連邦第7艦隊の旗艦である。
惑星ブリオ（Bryyo）
惑星の半分は高温地帯、半分は寒冷地帯で、赤道付近のみ生物が暮らせる惑星。高性能なエネルギー資源・ブリオジェルが採掘される。かつてブリオニアンという原住種族が暮らしており、彼らのジェル精製所や拠点が遺されており銀河連邦も活用しているが、現在は滅亡している。滅亡原因であるもう一つの原住種族レプティリカスとの大戦において極大な環境汚染が広がって壊滅状態となった時期があり、応急処置でのテラフォーミングの結果現在の環境に落ち着いた。
惑星エリシア（Elysia）
作中から1500年前に、鳥人族が暮らしていたとされるガス惑星。過酷な大気環境により地表では生存できない。現在でも活動を続ける巨大な宇宙観測施設を持つ空中都市「スカイタウン」があり、知能を持つアンドロイドであるエリシアンが鳥人族の使命を受け継ぎ、暮らしている。
銀河連邦とエリシアンの間で締結された「エリシア条約」に基づき、連邦からのオーロラユニットが設置され、観測機からのデータを諜報資料として提供する拠点となっているが…。
- ボルトリック系

惑星ウルトラガス（Pirate Homeworld）
惑星ゼーベスを脱出した一部のパイレーツが新たな拠点としていた惑星。惑星ターロンIVや惑星エーテルの事件以前からパイレーツの拠点となっており、それらの惑星の基地のログにも「最高司令部」という形で間接的に登場している。重度の大気汚染が進行し（後述のフェイゾンによるものかは明言されていない）、ゼーベスのもの以上の強毒性を持つ酸性雨（アシッドレイン）が絶えず降っている。銀河連邦がその存在を突き止めた時には（厳密に言うと発見者は銀河連邦の依頼を受けたガンドレイダだが、こういう風に書いている）、ダームサムスによってフェイゾン汚染が故意に加速され、惑星自体がフェイゾンになりかけていた。
「ウルトラガス」とは日本版のみの名称で、海外版では固有名称が無い。
- ガフラー系

スペースパイレーツの襲撃を受けて破壊された銀河連邦戦艦ヴァルハラの残骸が廃棄されていた、銀河の果てにある宙域。詳細は不明。
銀河連邦戦艦ヴァルハラ
スペースパイレーツによってクローネブラでのトレーニングミッション中に襲撃を受け、ガフラー系の宙域に廃棄された銀河連邦の戦艦。内部構造は銀河連邦旗艦オリンパスとほとんど同じだが、内部電源がないため、電源を確保しないと内部の探索ができない。オリンパス同様にオーロラユニットが搭載されていた。
- 位置不明（遥か彼方の銀河）

惑星フェイザ（Phaaze）
全フェイゾンやフェイゾン生命体の故郷である惑星。惑星自体がフェイゾンでできた巨大な生命体である。途方も無く遠い位置の別銀河系に存在し、銀河連邦のスペーストラベル技術では到達不可能な座標位置となっている。
バミューダ系
登場作品：フェデレーションフォース
銀河連邦軍の新型兵器『メック』の運用試験を兼ねたオペレーション『ゴーレム』の舞台として選ばれた星系。3つの惑星が存在する。
惑星エクセルシオン
雪と氷に覆われた極寒の惑星。かつて鉱物資源採掘のために銀河連邦軍が入植していたが、隕石の衝突により激変した過酷な環境と危険な現住生物の影響により放棄された。オペレーションの一環として、これらの施設の再稼働を目指すこととなる。
惑星バイオン
灼熱の第二惑星。かつて『オーブ』と呼ばれる球体を崇拝する高度な古代種族が存在していたが、現在は滅亡してしまっている。この種族は過酷な環境を生き抜くべく、自分たちの体を巨大化させる技術を現代に遺しており、この技術を解析したスペースパイレーツによって生命体を巨大化させる『ヒュージネートビーム』が開発されることとなる。
惑星タルバニア
第三惑星。この星にもかつては高度な文明を持つ種族が存在していたが、現在は他の星に移住し、彼らの工業都市がそのまま残されている。施設は長らく放棄されていたが、何者かが施設に手を加えた上で再稼働させており、調査の対象となった。
銀河連邦本部
登場作品：アザーエム（ストーリー上のみ）
銀河連邦の本部および議会場が存在する惑星で、作品の世界における銀河の中心的な存在。『アザーエム』のエンディングを見ると地球らしき惑星となっているが、雲が厚く掛かっており明確に地球なのかは判らなくなっている。高緯度の場所に都市の中心が建造されているようである。
惑星コロニーK-2L
登場作品：マガジンZ漫画版
舞台ではないが、サムスが幼い頃家族と共に暮らしていた採掘惑星。銀河連邦にとって有益なエネルギー資源であるアフローラルタイトが採掘されるため、サムスの一家も仕事の関係上、移住していた。銀河連邦の管理下にあるが、スペースパイレーツの襲撃を受けてからの状態は不明。
惑星ZDR
登場作品：ドレッド
銀河連邦にとって人類未踏の星となっている惑星。そこに根絶したはずのXの存在を示す映像が銀河連邦に送られたため、調査ロボットの『E.M.M.I.』7体からなる特殊部隊を派遣するが行方不明となる。その正体は鳥人族の武闘過激派であるマオキン族の故郷であり、ZDRのXはSR388でのマオキン族によるソウハ族虐殺の際、マオキン族の兵士1人が既にXに擬態されており、ZDRへ帰還後に大増殖した。内部エリアなどの詳細は『メトロイド ドレッド』を参照。

### 人工天体
宇宙科学アカデミー
登場作品：スーパー（オープニングのみ）
サムスが連れて帰ったベビーメトロイドを研究していた銀河連邦のスペースコロニー。リドリーの襲撃を受けて研究員は全滅、コロニー自体も自爆装置を作動させられたことで消滅した。
バイオロジック宇宙生物研究所（Biologic Space Laboratories/B.S.L.）
登場作品：フュージョン
銀河連邦の下請けを行っているバイオテクノロジー会社「バイオロジック宇宙生物研究所」が保持する研究用スペースコロニー。主に「B.S.L.」と言われる。小惑星をくり貫いて造られている。採取した生物を保管・研究するための施設で、あらゆる生物に適した環境を与えるため、さまざまな仮想環境が再現されている。内部エリアなどの詳細は『メトロイドフュージョン』を参照。
アレンビッククラスターの施設
詳細は『メトロイドプライム ハンターズ』を参照。
セレステーション
アレンビック族がさまざまな記録保管場所としていた巨大宇宙ステーションで、交易港の跡も存在する。「アレンビックで最も偉大な建造物」とされているが、現在は小惑星の衝突で所々破損している。
ベスパ防衛基地
アレンビック族の軍事基地であった人工衛星。エネルギーの貯蔵や、科学技術や兵器の開発なども行われていた形跡がある。兵器の安定保存のため常に氷点下へ保たれており、長年放置された現在は流出した有害な燃料が凍結し、内部に氷が張っている。
オブリエット
アレンビック族を滅亡に追いやった怪物・ゴリアを封じ込めた宇宙ステーション。施設自体がゴリアを閉じ込めるための巨大な封印装置および監獄となっている。
ボトルシップ
登場作品：アザーエム
辺境宙域でサムスが救難信号を受けて発見した、ボトル瓶のような形をした巨大スペースコロニー。テラフォーミングの検証のために作られた巨大研究施設と公表されており、B.S.L.と同様に様々な環境がシミュレートされている。検証が終わった後は廃棄されたことになっていたが、実際にはその後、銀河連邦軍の一部過激派が違法に生体兵器を開発・研究する施設として利用していた。内部エリアなどの詳細は『メトロイド アザーエム』を参照。

## 登場するアイテム・装備
サムス・アラン#装備を参照。

## プレイスタイル
初代から続く『メトロイドシリーズ』のプレイスタイルの一つとして、クリアタイムやアイテム取得率を競う制限プレイがある。条件を満たしてクリアしたエンディングではサムスの素顔を見ることができたり、エンディング内容が追加されたりする。シリーズ第1作目では、この制限プレイをこなすとエンディングでサムスが女性だと判明する仕組みとなっていた。『ゼロミッション』では、メーカーである任天堂側がタイムトライアルへの挑戦イベントを開催した。
2Dアクションの『メトロイドシリーズ』は、進行ルートやアイテムなどの位置を見つけ出しながらゲームを進めていくという性質のため、目的地の位置や謎の解き方などを理解していればゲームクリアまでのタイムを大幅に縮めることが可能である。シリーズによっては、通常プレイでのクリアでは必須となるアイテム入手やボス戦などの道のりを、丸ごと無視できる高度な操作テクニックや隠しルートが用意されている作品もある。ほかにも、全てのアイテムを集めさらに短時間でクリアする、通常のプレイと比べて遙かに低いアイテム取得率でクリアする、高難度モードに設定してこれらの条件を満たす、などといったやり込み要素もある。
『メトロイドプライム』シリーズと『アザーエム』はクリアタイムによるオマケ要素は用意されておらず（ゲームシステムそのものが短時間クリアを前提とした設計となっていない）、アイテム回収率やスキャンデータ（『プライム』シリーズ）の達成率でのみオマケ要素が用意されている。ただし、プレイタイムは表示されるようになっており、個人的なタイムアタックとしては挑戦可能な設計となっている。